# Тумбука (народ)

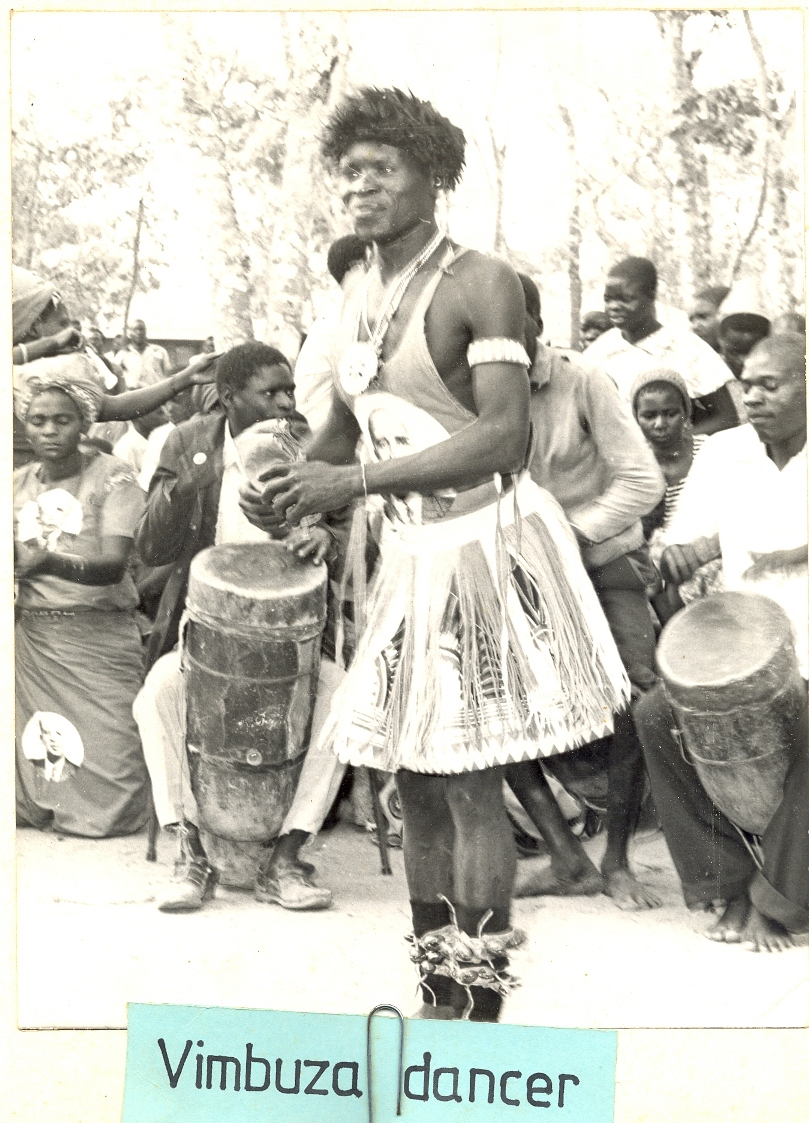
Народный танец народа тумбука ― вимбуза

Тумбука (также батумбука, матумбука, каманга) ― народ группы банту, проживающий на территории Малави, Замбии и Танзании. По данным 2023 года, в мире насчитывалось 3 595 000 тумбука.

## История
Существует версия, что в XV веке тумбука селились около озера Ньяса и реки Луангва.
К середине XVIII века торговцы, которые были одеты «как арабы», происходившие из области Уньямвези, торговали слоновой костью и иногда заключали союзы с группой хенга, являющийся одной из групп тумбука, образовавшихся в начале XVIII века. 
Вторжение народа нгони на тумбука привело к резкому сокращению численности этого народа. В результате гибели, разрушений и потери родственников, тумбука прятались в горах, на болотах и небольших островках, спасаясь от насилия.
Давид Ливингстон в 1858 году писал о регионе около озера Ньяса, упоминая о рабстве народа тумбука.
В 1895-м году войска, возглавляемые британцами, разгромили работорговца Млози, положив конец рабству в том регионе. 
После того, как в 1963 году, в рамках подготовки к обретению независимости Ньясаленда, носители языка тумбука заняли большинство министерских постов в правительстве Хастингса Банды. Вскоре после обретения независимости, во время правительственного кризиса, требования министров о более быстрой африканизации, привели их к отставке, увольнению и во многих случаях — изгнанию. После этого Банда уволил своих сторонников и других носителей языка тумбука.

## Религия
У народа тумбука «сложная» традиционная религия.
Религия этого народа включает в себя концепцию творца «Чиута», символизирующего солнце, которого тумбука считают «самосозданным и всезнающим».
Подобно жителям соседних регионов Африки, тумбука также почитают поклонения предкам, одержимость духами, колдовство и т. д.. Их одержимость духами и колдовство связаны с народными методами лечения болезней. Эта практика среди народа тумбука называется вимбузой, которая включает в себя терапевтический танец.
Также некоторые тумбука исповедуют христианство.

## Галерея

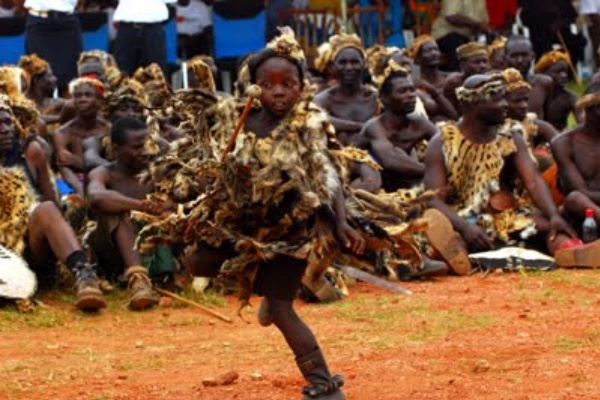
Тумбука танцует танец зенгани
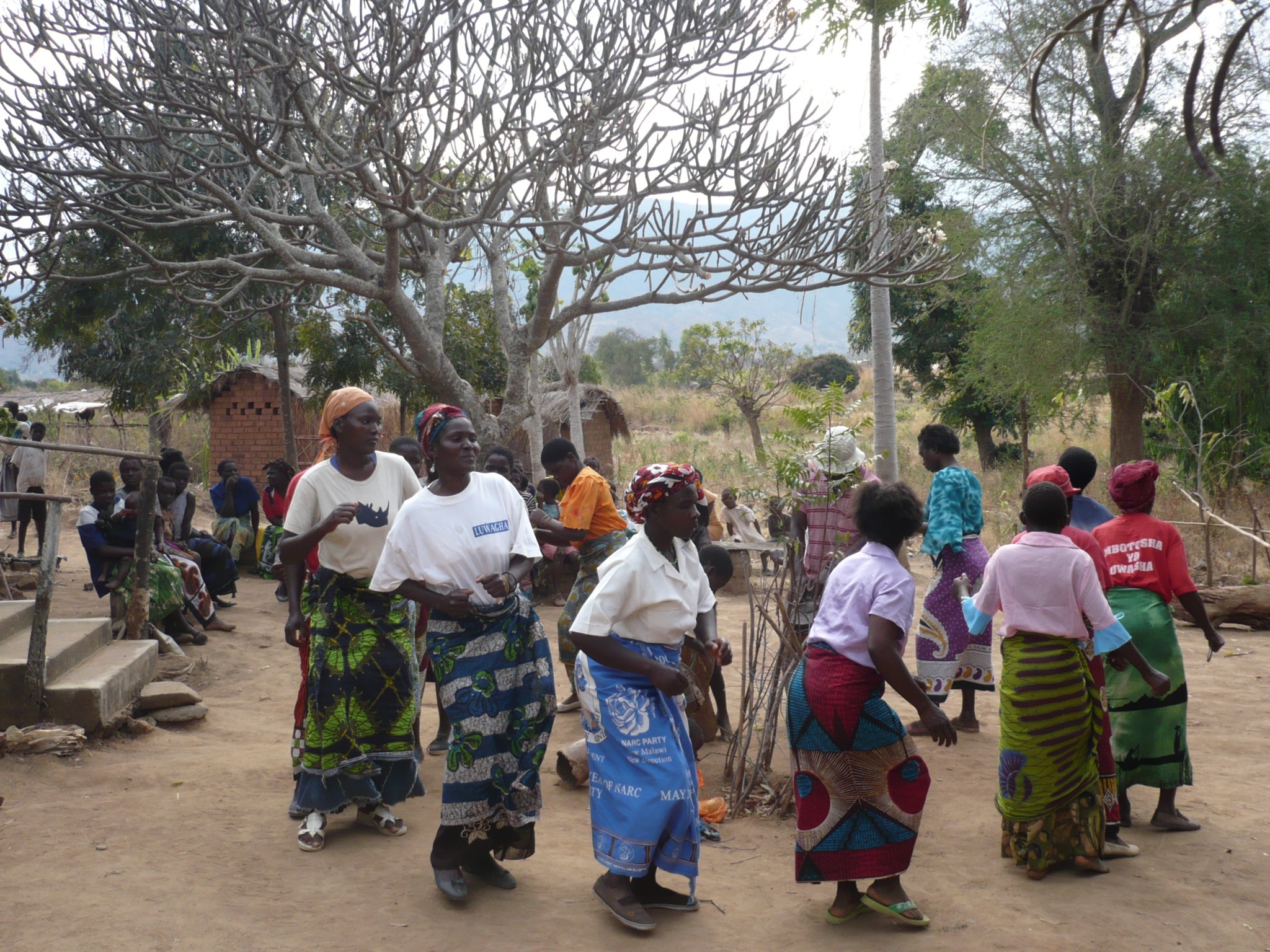
Групповой женский танец
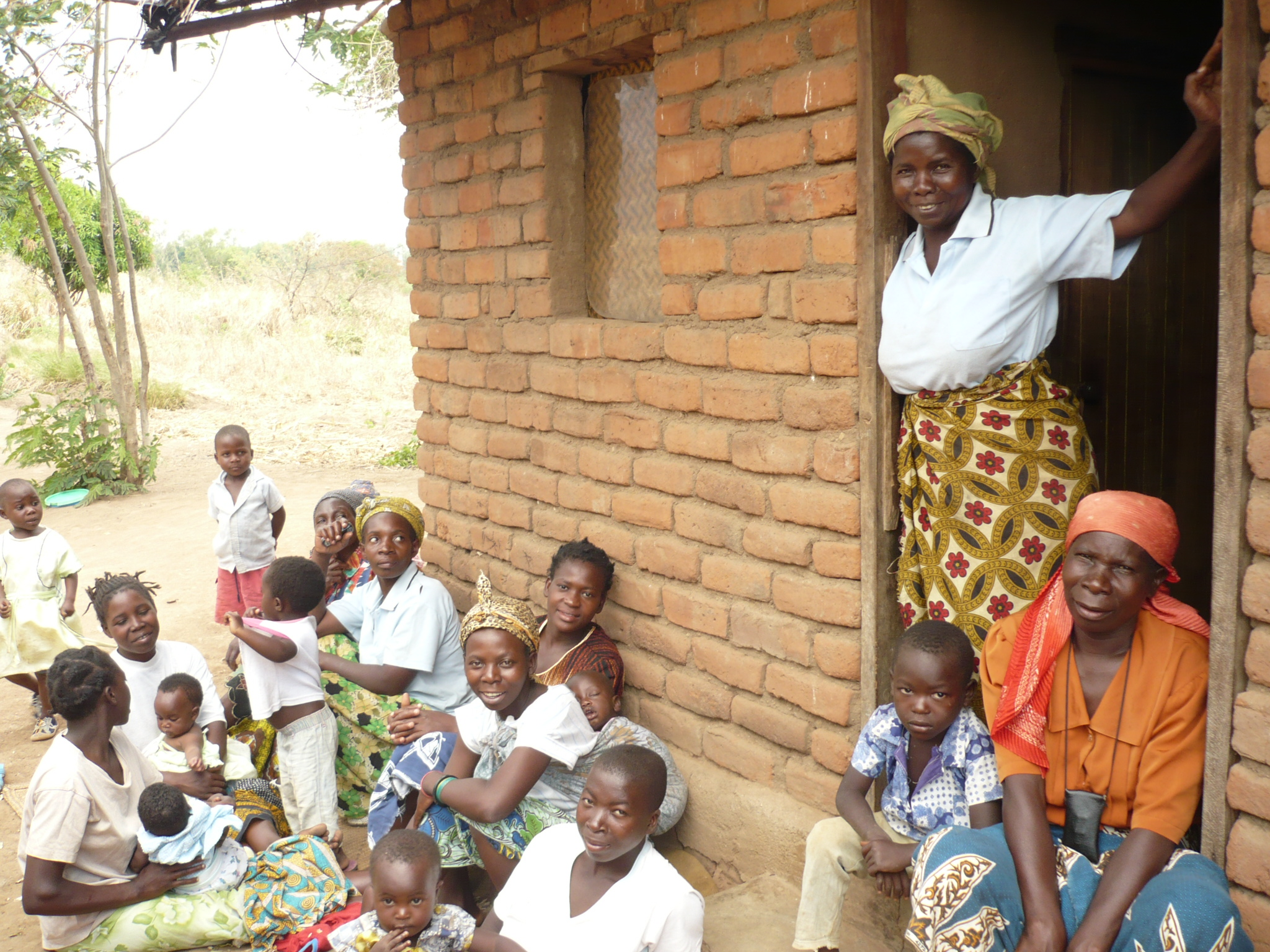
Семья тумбука